# Gentleman (film, 1993)
Pour les articles homonymes, voir Gentleman (homonymie).
Gentleman  est un film indien réalisé par S. Shankar, sorti en Inde en 13 juillet 1993. Une version en hindi avec Juhi Chawla est sortie la même année.

## Fiche technique
- Titre : Gentleman
- Réalisation : S. Shankar
- Production : K. T. Kunjumon
- Dialogues : S. Shankar
- Paroles : Vairamuthu
- Musique : A.R. Rahman
- Pays :  Inde
- Langues : Tamil
- Année : 1993
- Durée : 155 min

## Distribution
- Arjun Sarja : Kicha
- Madhoo : Madhoo
- Goundamani : Mani

## Musique
Le film comporte 5 chansons écrites par Vairamuthu et composé par A.R. Rahman: “En Veetu Thotathil” (4:05) ~ “Usalampatti Penkutti” (4:40) ~ “Chikku Bukku Rayile” (5:24) ~ “Ottagathai Kattiko” (5:15) ~ “Parkathey” (4:29). 